# Racta apella
Racta apella är en fjärilsart som beskrevs av William Schaus 1913. Racta apella ingår i släktet Racta och familjen tjockhuvuden. Inga underarter finns listade i Catalogue of Life.